# Gerhard Keil (Maler)
Gerhard Keil (* 25. März 1912 in Dresden; † 8. Juli 1992 ebenda) war ein deutscher Maler und Grafiker.

## Leben und Werk
Der Vater Keils war Dekorationsmaler. Auch Keil lernte Dekorationsmalerei und Schriftgraphik und besuchte danach zwei Jahre die Kunstgewerbeschule in Dresden und sieben Jahre die Akademie für Bildende Künste in Dresden. Zum Abschluss seines Studiums erhielt er den Hugo-Göpfert-Preis, der ihm bis 1941 einen Aufenthalt in Rom ermöglichte, der durch die Einberufung zur Wehrmacht bereits nach einem halben Jahr endete.
In der Zeit des Nationalsozialismus war Keil Mitglied der Reichskammer der bildenden Künste. Das 1939 von ihm geschaffene Bild Turner (Öl auf Leinwand, 215,5 × 155,5 cm; Galerie Neue Meister Dresden) lässt eine Nähe zur Nazi-Ideologie erkennen. Zu diesem Bild heißt es in einer Veröffentlichung des Deutschen Historischen Museums: „Hitler hatte […] erklärt, dass er den nationalsozialistischen Staat als Gesamtkunstwerk errichten wolle. Der Wunsch, die NS-Weltanschauung künstlerisch zu verwirklichen, wird in dem Bild ‚Turner‘ durch die Parallelisierung der Körper mit der monumentalen Säulenarchitektur offensichtlich.“ Das trifft auch auf das parallel dazu geschaffene Bild Turnerinnen (Öl auf Leinwand, 215,5 × 168 cm; Galerie Neue Meister) zu.
Von 1941 bis 1945 nahm Keil am Zweiten Weltkrieg teil. Bis 1947 war er in US-amerikanischer und französischer Kriegsgefangenschaft. Ab 1948 arbeitete er in Dresden als freischaffender Künstler. Seinen Lebensunterhalt verdiente er vor allem als Gebrauchsgrafiker für Messen und Ausstellungen. Er wirkte am Wiederaufbau der Semperoper mit, unter anderem indem er mit Walter Teichert (1909–2004) den großen Schmuckvorhang von Ferdinand Keller und das Proszeniums-Bild von James Marshall neu schuf.
Keil war bis 1990 Mitglied des Verbands Bildender Künstler der DDR.

## Werke (Auswahl)

### Tafelbilder
- Bäuerinnen (Öl)[4]
- Meine Mutter (Öl)[5]
- Mein Vater (Öl)[6]
- Auf zum Kindertag (Öl; auf der Fünften Deutschen Kunstausstellung)[7]
- Friedensfahrt (Öl; auf der Fünften Deutschen Kunstausstellung)[8]

### Zeichenkunst
- Stalinallee (1952, Graphit, 70 × 79 cm; auf der Dritten Deutschen Kunstausstellung)[9]

## Teilnahme an Ausstellungen (unvollständig)
- 1940: Dresden, Brühlsche Terrasse, Dresdner Künstlerbund. Erste Ausstellung Kriegsjahr 1941
- 1941: Dresden, Brühlsche Terrasse, Große Dresdner Kunstausstellung
- 1953, 1962/1963 und 1987/1988: Dresden, Dritte und Fünfte Deutsche Kunstausstellung und X. Kunstausstellung der DDR
- 1972 und 1974: Dresden, Bezirkskunstausstellungen

## Weblink
- https://www.bildindex.de/ete?action=queryupdate&desc=%22keil%2C%20gerhard%22%20&index=obj-all  Werke im Bildindex